# Dmitrij Dolinin
Dmitrij Dolinin (Leningrado, 30 settembre 1938) è un regista sovietico.

## Filmografia parziale

### Regista
- Sentimental'noe putešestvie na kartošku (1986)
- Mif o Leonide (1991)